# Championnat du Japon de football de cinquième division
Les ligues régionales japonaises ou Japanese Regional Leagues (地域リーグ Chiiki Rīgu) sont un groupe de ligues régionales au Japon, qui s'organisent sur des bases régionales. Elles constituent le quatrième niveau du football japonais. Elles constitueront le cinquième niveau à compter de l'année 2014.

## Ligues
Neuf ligues composent cette division, réparties selon les régions géographiques : 
- Hokkaidō Soccer League (北海道サッカーリーグ),
- Tōhoku Soccer League,
- Kantō Soccer League (関東サッカーリーグ),
- Hokushin'etsu Football League (北信越フットボールリーグ),
- Tōkai Adult League,
- Kansai Soccer League,
- Chūgoku Soccer League,
- Shikoku Adult League,
- Kyūshū Soccer League.